# 344 Desiderata
344 Desiderata là một tiểu hành tinh rất lớn và tối, ở vành đai chính. Nó được xếp loại tiểu hành tinh kiểu C, và dường như được cấu tạo bằng vật liệu cacbonat.
Tiểu hành tinh này do Auguste Charlois phát hiện ngày 15.11.1892 ở Nice, và được đặt theo tên hoàng hậu Desideria của Thụy Điển và Na Uy (Bernhardine Eugenie Désirée Bernadotte, nhũ danh Clary).